# Spohr-Museum
Het Spohr-Museum is een museum in Kassel in de Duitse deelstaat Hessen. Het is gewijd aan de dirigent, componist, musicoloog en violist Louis Spohr.
In het museum wordt de invloed van Spohr tijdens zijn leven belicht, maar ook de rol die zijn muziek is blijven spelen. Ook wordt getoond onder welke omstandigheden hij werkte en leefde. Het museum bezit originele stukken, zoals gebruiksvoorwerpen en instrumenten. Muziekopnames geven een impressie van het werk dat hij heeft voortgebracht.
In het museum is de dirigeerstok een belangrijk hulpmiddel om de multimediastations te bedienen. Spohr was een van de eerste dirigenten die een dirigeerstok gebruikten, waardoor het ook voor hem een belangrijk hulpmiddel is geweest. Er zijn allerlei interactieve toepassingen.
Aan het museum is ook een archief verbonden, met literatuur, bladmuziek en allerlei documenten, zoals contracten, 100 brieven, pensioenpapieren en meer. De meeste aandacht gaat uit naar de muziek en de persoon van Louis Spohr zelf, maar daarnaast is er aandacht voor diens familie, zijn studenten en andere mensen in zijn omgeving. Met de digitalisering van het archief is een begin gemaakt.